# Музей бумажного производства (Душники-Здруй)
 Памятник истории (Польша)
Музей бумажного производства (пол. Muzeum Papiernictwa) — музей, находящийся в городе Душники-Здруй, Нижнесилезское воеводство, Польша. Зарегистрирован в Государственном реестре музеев. В музее демонстрируются постоянные выставки, посвящённые истории производства бумаги, её роль в истории развития цивилизации и использования в повседневной жизни.

## История
Традиция изготовления бумаги в городе Душники-Здруй восходит в XVI веку. Первое упоминание о фабрике по производству бумаги в городе относится к 1562 году. В 1601 году бумажная фабрика была разрушена наводнением. В 1605 году фабрика была восстановлена. Расцвет бумажной фабрики пришёлся к концу XVIII века. В XIX веке производство бумаги на фабрике стало приходить в упадок. В 1905 году была предпринята попытка увеличить производство бумаги, когда владелец фабрики установил в ней новый бумажный пресс. В 1920-е годы производство бумаги на фабрике окончательно прекратилось и она была передана в собственность муниципалитета.
В 1960-е годы в здании были установлены станки по производству бумаги, сделана экспозиция (в состав которой вошли образцы бумаги, вырабатывавшейся на территории Польши в XVI-XVIII вв.; коллекция водяных знаков, ранее использовавшихся польскими бумажными фабриками; старинные банкноты). 26 июля 1968 года состоялось открытие музея.
10 октября 2008 года музей был удостоен серебряной медали «Gloria Artis» Министерства культуры и национального наследия.
20 сентября 2011 года здание фабрики бумажного производства было внесено в реестр памятников истории Польши.

## Современное состояние
Музей располагается в здании мельницы XVI века, в котором с XVII века находилось бумажное производство. 

## Галерея

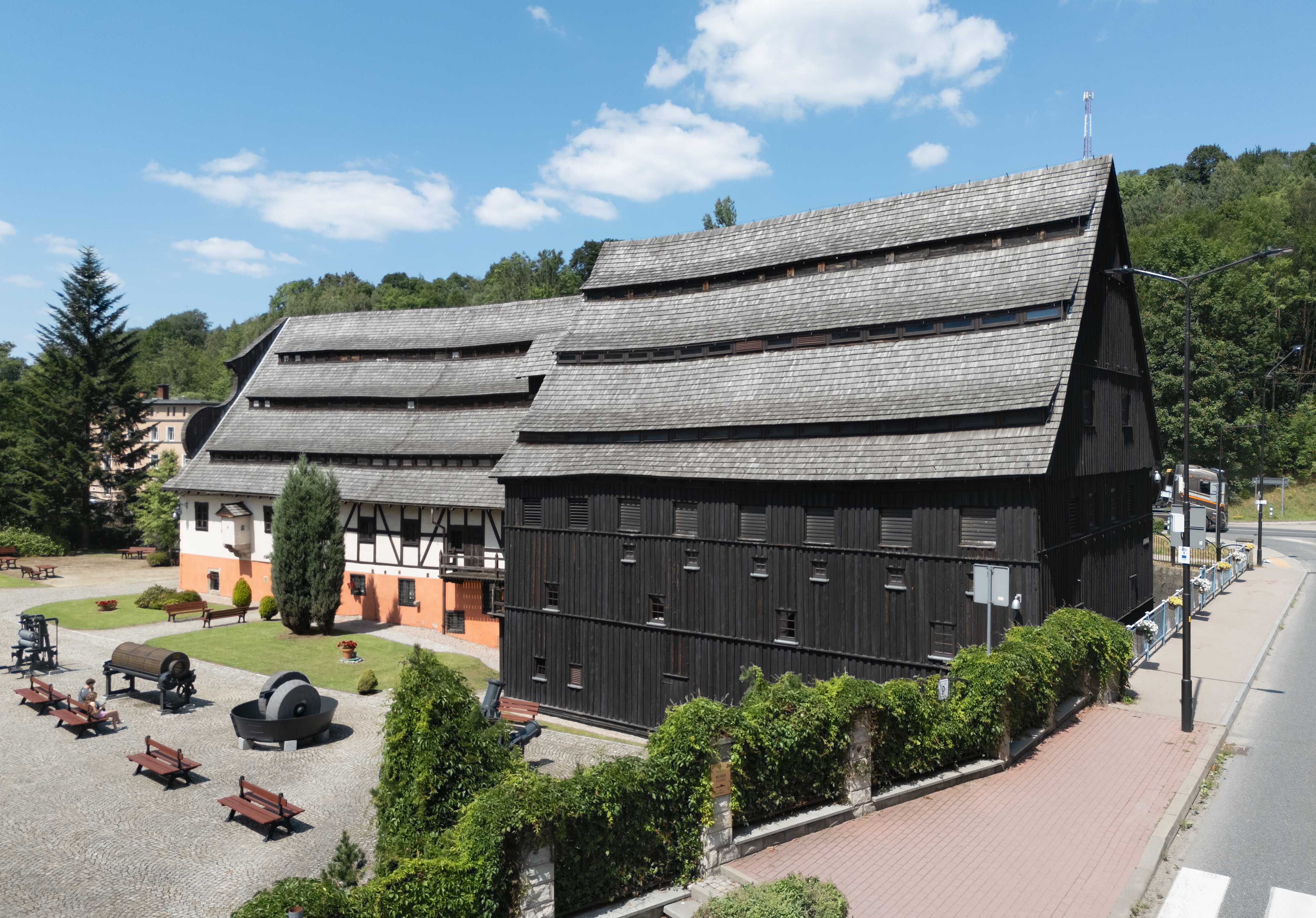
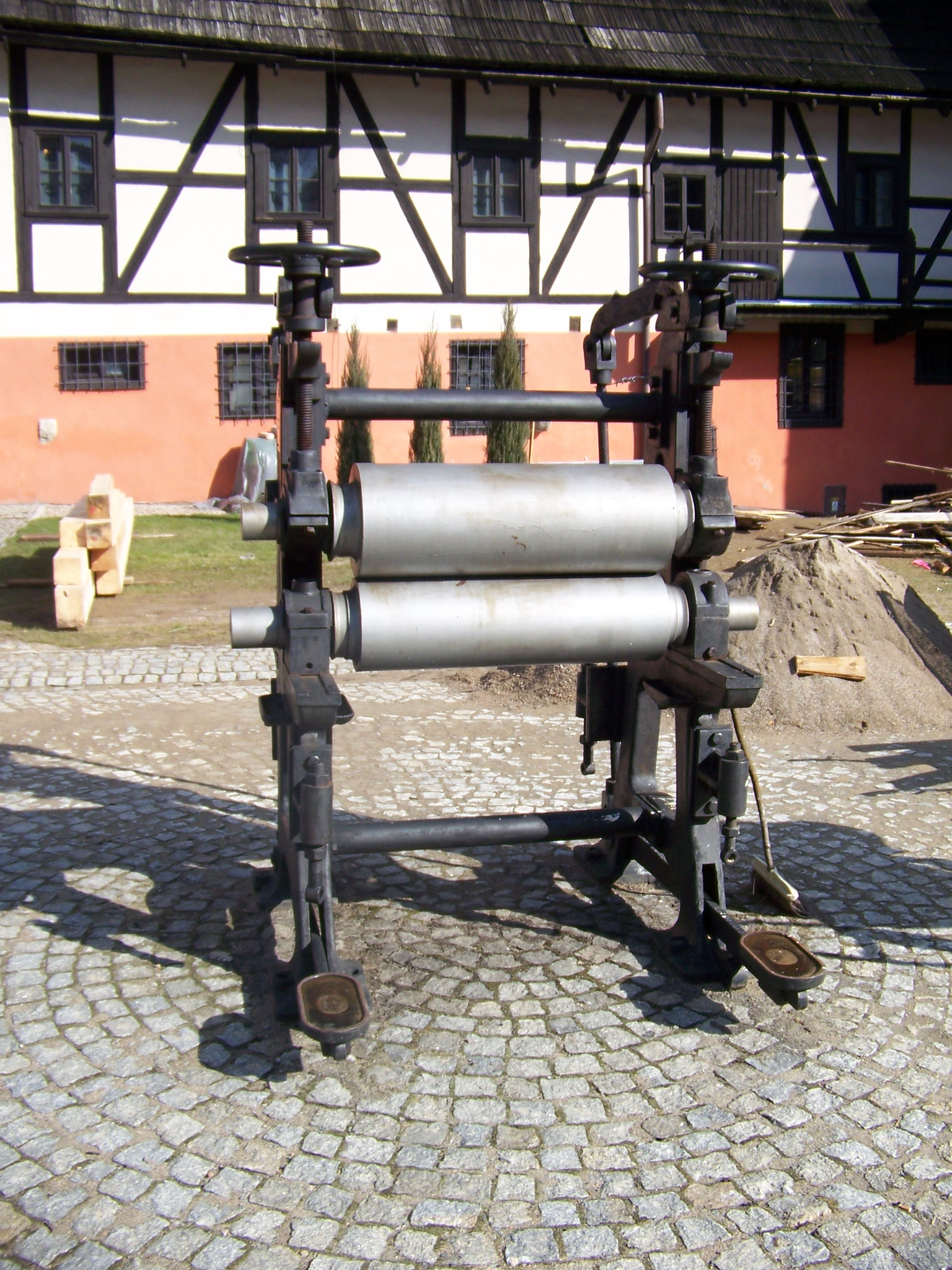
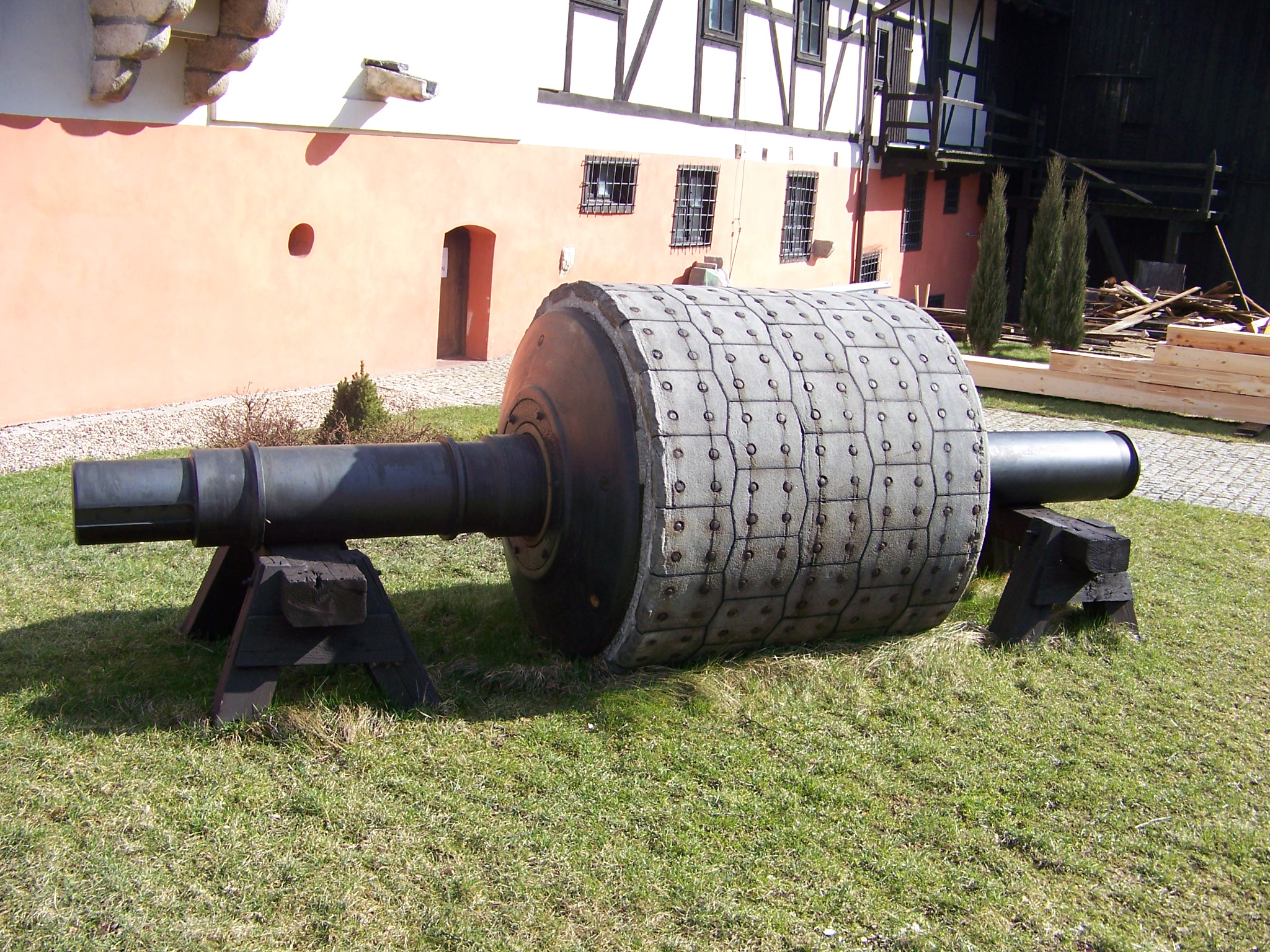
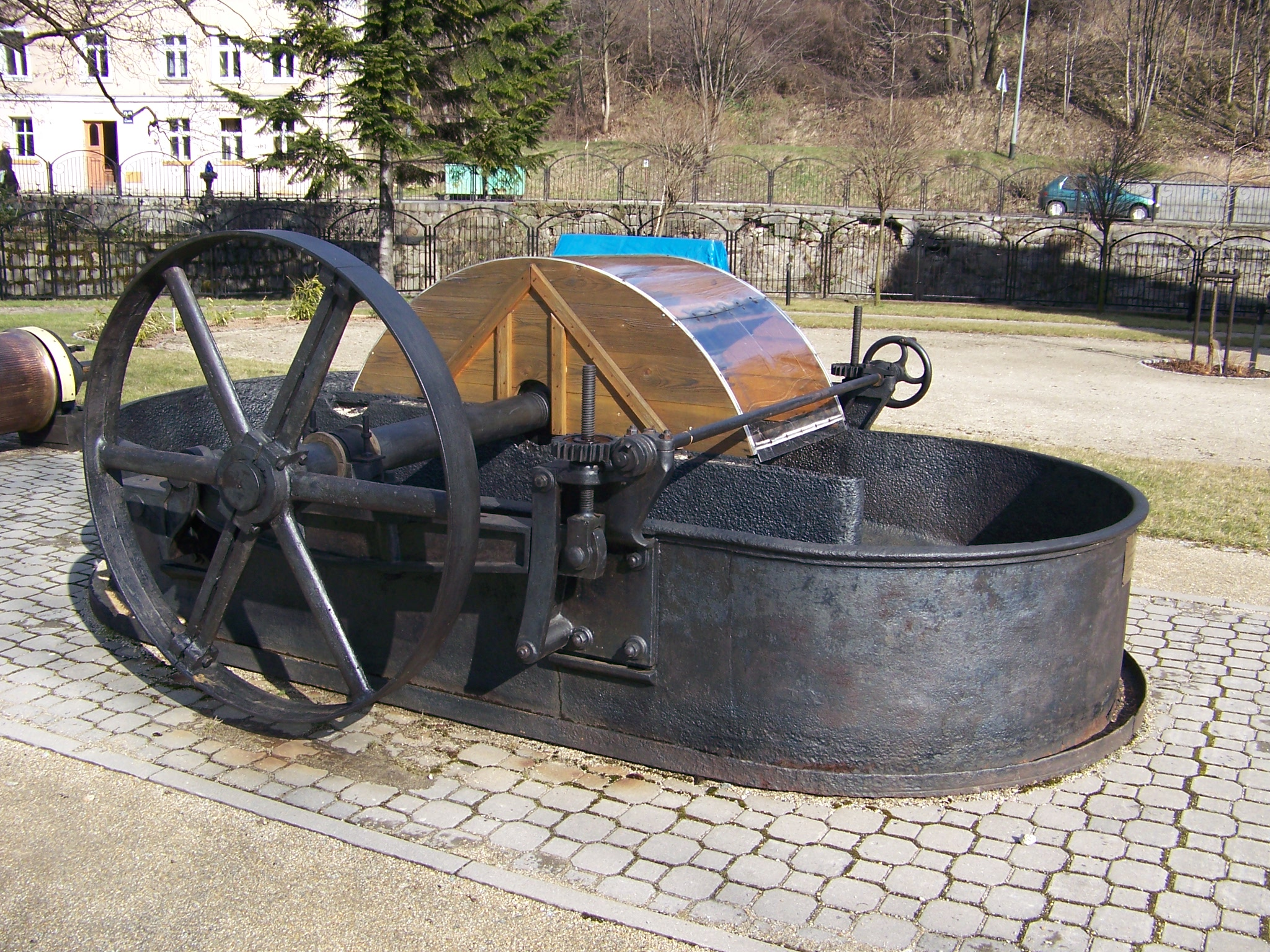
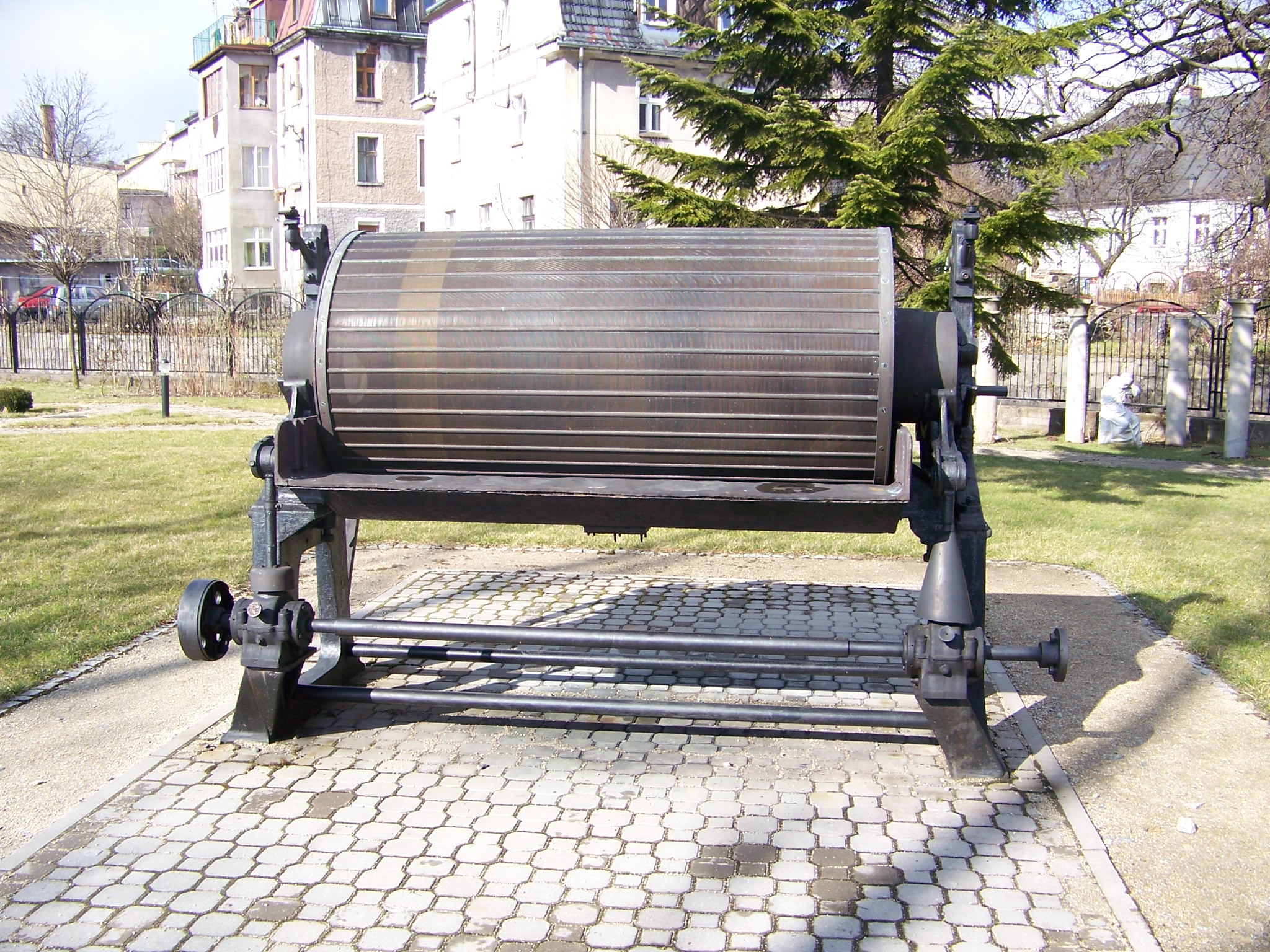